# 錫達格羅夫鎮區 (北卡羅萊納州蘭道夫縣)
錫達格羅夫鎮區（英語：Cedar Grove Township）是位於美國北卡羅萊納州蘭道夫縣的一個鎮區。

## 地方資料
錫達格羅夫鎮區的面積為144.73平方千米，皆為陸地。根據2020年美國人口普查的數據，當地共有人口9582人，而人口密度為每平方千米66.21人。